# Athenea del Castillo
Athenea del Castillo (født 24. oktober 2000) er en kvindelig spansk fodboldspiller, der spiller angreb for Real Madrid i Primera División og Spaniens kvindefodboldlandshold. Hun har tidligere spillet for Racing Féminas og Deportivo de La Coruña.
Hun fik sin officielle debut på det spanske landshold i 23. oktober 2020 mod Ungarn. Hun blev første gang udtaget til landstræner Jorge Vildas officielle trup mod EM i fodbold for kvinder 2022 i England.
Hun var med til at vinde U/19-EM i fodbold 2018 i Schweiz, med resten af det spanske U/19-landshold.